# François de Saint-Nectaire
Pour les autres membres de la famille, voir Maison de Saint-Nectaire.
François, comte de Saint-Nectaire et de La Ferté-Nabert, décédé le 9 juin 1587 à Paris, est un militaire français.

## Biographie
Fils de Nectaire de Saint-Nectaire, lieutenant-général pour le roi dans l'Auvergne, la Marche et le Bourbonnais, bailli des Montagnes d'Auvergne, et de Marguerite d'Estampes, dame de La Ferté-Nabert, et frère d'Antoine de Senneterre et de Madeleine de Saint-Nectaire, il suit la carrière des armes. Il sert notamment au siège de Perpignan en 1542, en Champagne en 1544, en Écosse en 1548, en Piémont  en 1552, puis en Flandre et en Hainaut en 1553. Cette même année, commandant d'un corps de cavalerie, il affronte le duc d'Arschot et le fit prisonnier.
Il est nommé lieutenant-général au gouvernement de Metz et au pays Messin en 1556.
Passé maréchal de camp, il sert entre autres à la bataille de Dreux en 1562 et à la bataille de Jarnac en 1569.

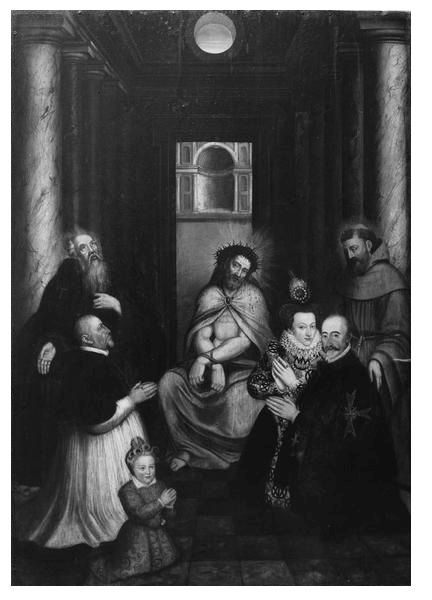
Christ souffrant entouré de donateurs : Christ souffrant, saint François, saint Antoine. Les donateurs représentés sont Antoine de Senecterre, François de Senecterre, Jeanne de Laval et Hippolyte de Senecterre (cathédrale du Puy).

Conseiller d'État, il est fait chevalier des ordres du roi le 31 décembre 1583.
Marié à Jehanne de Laval, maîtresse du roi Henri III, il est : 
- le père de Henri de Saint-Nectaire (1573-1662), marquis de La Ferté-Nabert ;
- le beau-père de Christophe de Polignac, baron de Chalencon, fils cadet du vicomte François-Armand XVI de Polignac et mari en 1591 de sa fille Jeanne/Diane de St-Nectaire ;
- aussi le père de - Louise de St-Nectaire, religieuse à Poissy ; de - Marie de St-Nectaire, épouse en 1591 de François de Belvezer de Jonchères ; - d'Hippolyte de St-Nectaire, mariée en 1597 à Jean-Antoine de Blou-Laval[3] ; et de :
- Madeleine de Senneterre (v. 1565-1646 ; sans alliance), familière de Catherine de Médicis, de la comtesse de Soissons, de la reine Margot et du duc de Nemours, autrice du roman Orasie[4].

## Sources
- Pierre-Germain Aigueperse, Biographie ou dictionnaire historique des personnages d'Auvergne: avec portraits. L - V, Volume 2, 1836
- Philippe Le Bas, Augustin François Lemaitre, France: Dictionnaire encyclopédique, 1845
- Anselme de Sainte-Marie, Ange de Sainte-Rosalie, Histoire de la Maison Royale de France, et des grands officiers de la Couronne,
- M. Pinard :  Chronologie historique-militaire, contenant l'histoire de la création de toutes les charges, dignités et grades militaires supérieurs, de toutes les personnes qui les ont possédés... des troupes de la maison du Roi. Les lieutenants généraux des armées du Roi du 25 juillet 1762 et les maréchaux de camp jusqu'en 1715 volume 6, page 7